# Dalea elegans
Dalea elegans är en ärtväxtart som beskrevs av William Jackson Hooker och George Arnott Walker Arnott. Dalea elegans ingår i släktet Dalea, och familjen ärtväxter. IUCN kategoriserar arten globalt som livskraftig.

## Underarter
Arten delas in i följande underarter:
- D. e. elegans
- D. e. onobrychioides